# Fiat 1100 (1937)
Fiat 1100 je vůz nižší střední třídy (segment C) vyráběný (v několika modifikacích) od roku 1937 do roku 1953 italskou automobilkou Fiat. Pro vůz se postupně používalo několik oficiálních a neoficiálních názvů. Na trh byl uveden v roce 1937 jako Fiat 508 C nebo Balilla 1100, protože šlo o náhradu modelu Fiat 508 Balilla z roku 1932. Proto další používané označení bylo Nuova Balilla 1100 (Nová Balilla). Po další modernizaci v roce 1939 dostal i nové a jednodušší jméno Fiat 1100.
Verze z roku 1937 na původní Fiat 508 z roku 1932 skutečně částečně konstrukčně navazovala, ale model 508 C má řadu modernizovaných částí, včetně nezávislého zavěšení přední nápravy a modernější motor o větším objemu, s rozvodem OHV.

## Historie
Při uvedení Fiatu 508 C na trh v roce 1937 byl automobil vybaven řadovým čtyřválcem o objemu 1089 cm³ a výkonu 32 koní (24 kW) při 4000 ot./min, zatímco Fiat 508 B měl motor 995 cm³ a podstatně nižší výkon 20 koní (15 kW).
Přenos výkonu na zadní kola zajišťuje čtyřstupňová převodovka. Maximální rychlost dle výrobce je 110 km/h. Na vůz té doby a cenové kategorie je neobvyklé nezávislé zavěšení přední nápravy a celkově byl jízdní komfort, ovládání i výkon hodnoceny velmi vysoko.
Automobil byl k dispozici ve velkém počtu karosářských verzi, které se ještě rozšířily v roce 1938, po uvedení prodloužené verze 508 L:
- Základní variantou byl čtyřdveřový sedan.
- Čtyřdveřový sedan se stažitelnou střechou vycházel ze základního modelu.
- Čtyřdveřové torpédo.
- Dvoudveřový čtyřmístný kabriolet.
- Dvoudveřový dvoumistní sportovní roadster, který navrhla Carrozzeria Viotti.
- Čtyřdvéřový šestimístný sedan (508 L).
- Čtyřdvéřové šestimístné taxi s přepážkou oddělující řidiče a posádku (508 L).
- Verze 508 L byla základem i pro dvě lehká užitková vozidla: dodávku pojmenovanou 508 L Furgoncino a lehký plošinový nákladní vůz 508 L Camioncino.
- Zcela speciální verzí byl rovněž v roce 1938 uvedený sportovní vůz s aerodynamickou karosérií Fiat 508 C Mille Miglia.

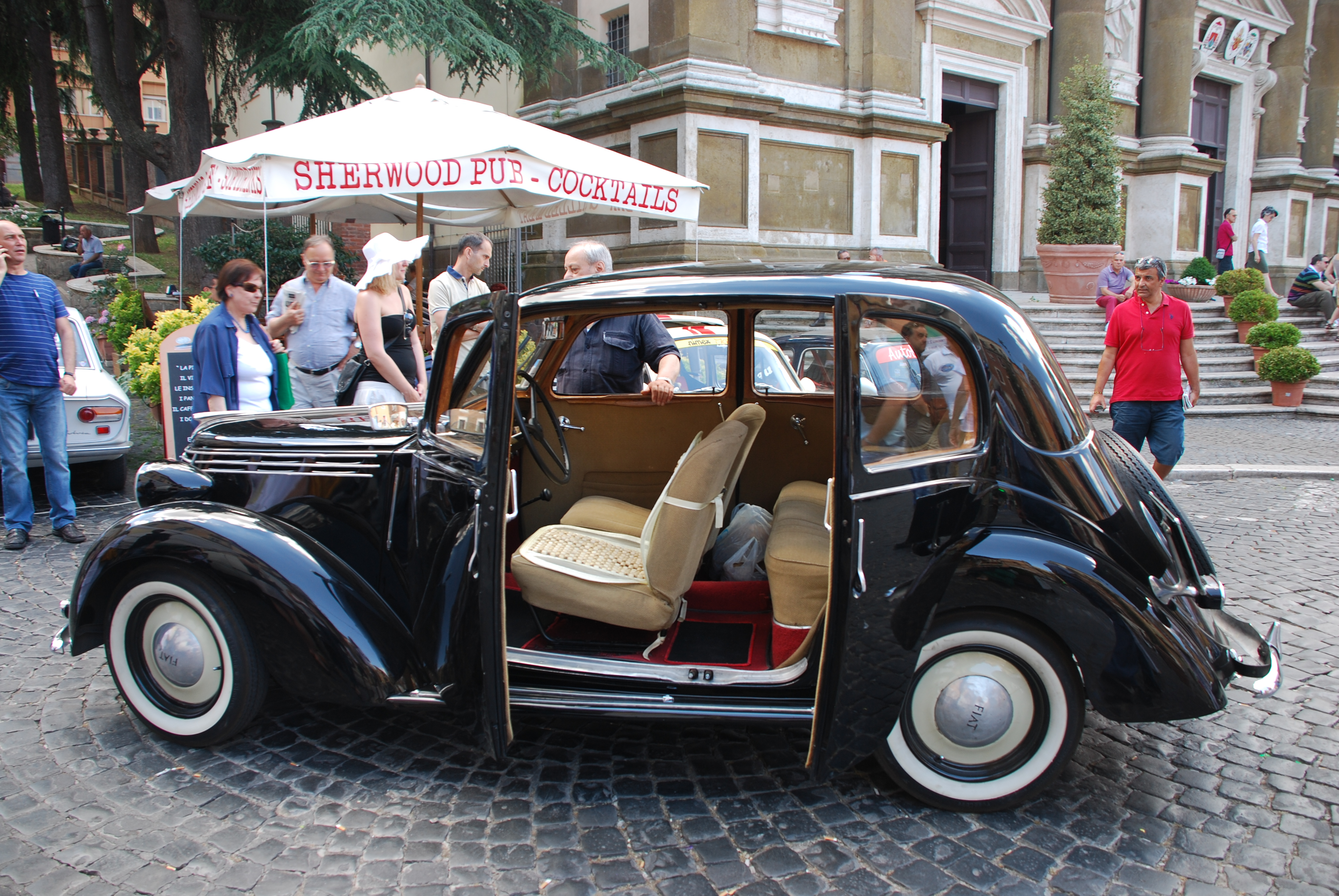
Konstrukční zvláštnosti: sedan je bez středového sloupku a zadní dveře se otevírají opačně

Verze 508 L má rozvor prodloužen o 280 mm na 2700 mm, širší kola a jiné pneumatiky. Vzhledem k vyšší hmotnosti jsou použity kratší převody, což vedlo ke snížení maximální rychlosti na 95 km/h. Základní verze (čtyřdveřový sedan) se zase vyznačuje tím, že karoserie nemá obvyklý středový sloupek a zadní dveře se otevírají opačně.
Vzhledem k dlouhé době, po kterou byl automobil vyráběn (i když zhruba třetina doby byla 2. světová válka, kdy Fiat osobní auta téměř nevyráběl a vývoj byl zcela zastaven), došlo k celé řadě změn v interiéru, exteriéru, motorech a dalších mechanických částech. Zjednodušeně můžeme rozlišit čtyři hlavní vývojové etapy:
- V roce 1937 je uveden na trh původní model, Fiat 508 C.
- V roce 1939 je uvedena modernizovaná verze (přepracována byla hlavně přední část vozu). Automobil dostává nové jméno Fiat 1100. Pro lepší odlišení od pozdějších verzí je někdy nesprávně označován jako Fiat 1100 A. V motorech a dalších mechanických částech nedošlo k žádným podstatným změnám.[4]
- Od roku 1948 se vyráběla verze Fiat 1100 B s upravenými motory i interiérem.
- V roce 1949 byla na trh uvedena verze Fiat 1100 E, která se udržela ve výrobě až do roku 1953, kdy byl automobil nahrazen sice podobně označeným vozem, ale zcela jiné konstrukce a vzhledu: Fiatem 1100/103.

## Fiat 508 C Mille Miglia
Fiat 508 C Mille Miglia je dvoudveřový dvoumístný sportovní vůz typu kupé s aerodynamickou karosérií, založený na šasi a motoru původního modelu Fiat 508 C, vyráběný ve velmi omezeném počtu v letech 1938 až 1939. Krátce po výrobě prvních kusů se vůz zúčastnil v roce 1938 slavného závodu Mille Miglia (Tisíc mil), který vedl z Brescie v Lombardii do Říma a zpět po trase ve tvaru osmičky, která měla přibližně 1600 kilometrů, tedy cca 1000 mil. Hned při své první účasti vůz zvítězil ve své třídě a byl šestnáctý v absolutní klasifikaci při průměrné rychlosti přes 112 km.
Pro srovnání, absolutní vítěz s vozem Alfa Romeo, s motorem o objemu 3 litry (téměř trojnásobek objemu motoru Fiatu) a výkonem 220 kW (téměř 300 koní, více než sedminásobek výkonu Fiatu!),
dosáhl průměrné rychlosti 135 km/h. Rok předtím (v roce 1937) dosáhl absolutní vítěz, opět s vozem Alfa Romeo a motorem o objemu 3 litry (ale o výkonu „jen“ 160 kW, více než pětinásobek výkonu Fiatu) jen nepatrně vyšší průměrnou rychlost 114,7 km/h, vůz na druhém místě měl prakticky stejnou průměrnou rychlost 112,4 km a vůz na třetím místě měl nižší průměrnou rychlost 109,9 km/h (při objemu motoru dokonce 3,6 litru). V roce 1939 se závod nekonal.
Novátorská karoserie kupé měla zvláštní, ale vysoce aerodynamický tvar. Protože model Mille Miglia byl vyvinut hlavně s cílem reklamně podpořit nový model 508 C účastí na automobilových závodech, šasi a další komponenty musely být převzaty ze sériového sedanu beze změny. Aby se výrazně zvýšila maximální rychlost vozu, vývojářský tým, který vedl Dante Giacosa, musel optimalizovat tvar karosérie a snížit tak koeficient aerodynamického odporu, i za cenu zmenšení vnitřního prostoru a horší viditelnosti směrem dozadu. Tvar karoserie byl optimalizován vytvořením řady modelů v měřítku 1:5, které byly testovány v aerodynamickém tunelu na Polytechnické univerzitě v Turíně.

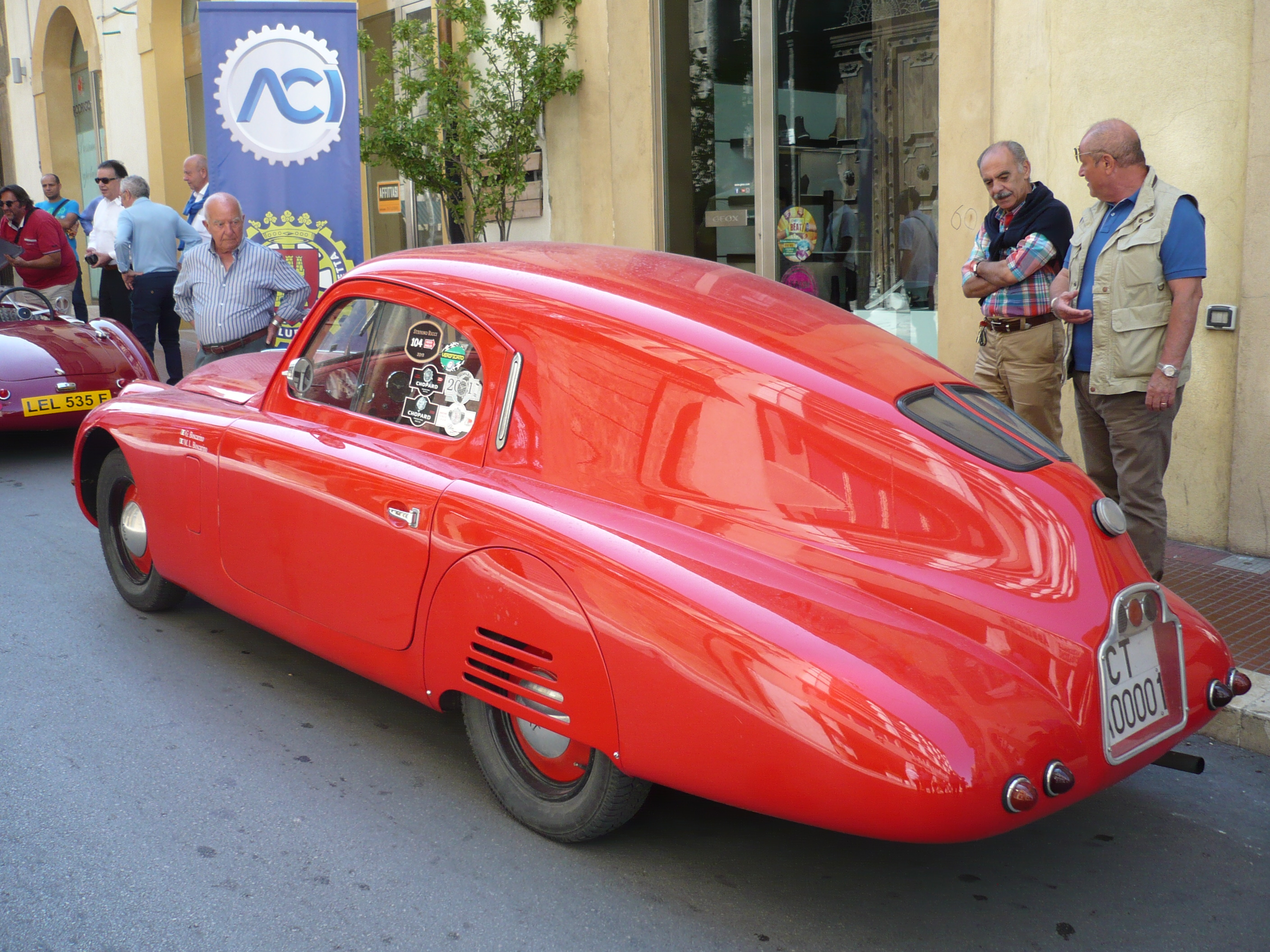
Fiat 508 C Mille Miglia, verze 1939 zezadu

Vůz měl motor o stejném objemu jako běžný sériový Fiat 508 C, tedy 1089 cm³, pouze měl větší speciální karburátor značky Zenith, upravený kompresní poměr a další vylepšení, takže dosahoval výkonu 42 koní (31 kW) při 4400 ot./min ve srovnání s 32 k (24 kW) sériového motoru. Díky výborné aerodynamice, nižší váze a výkonnějšímu motoru byla maximální rychlost 140 km/h, což tehdy byla pozoruhodná hodnota na vůz dané velikosti, váhy a s motorem o objemu menším než 1,1 litru. Pro rok 1939 byl tvar vozu dále upraven, změnila se zejména přední část vozu.

## Fotogalerie

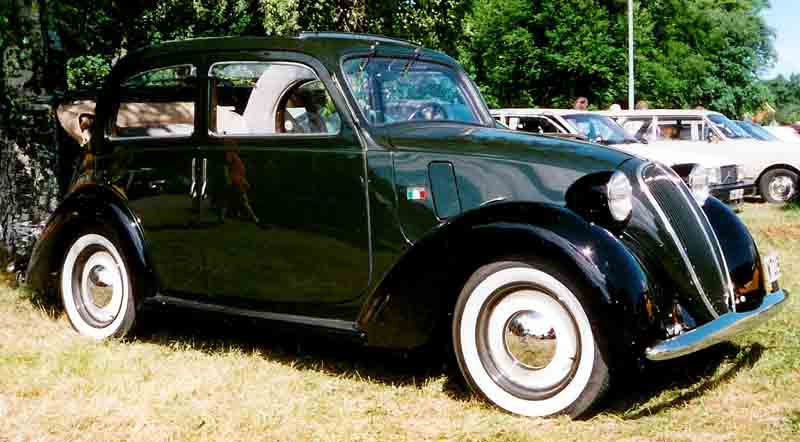
Fiat 508 C: sedan se stažitelnou střechou
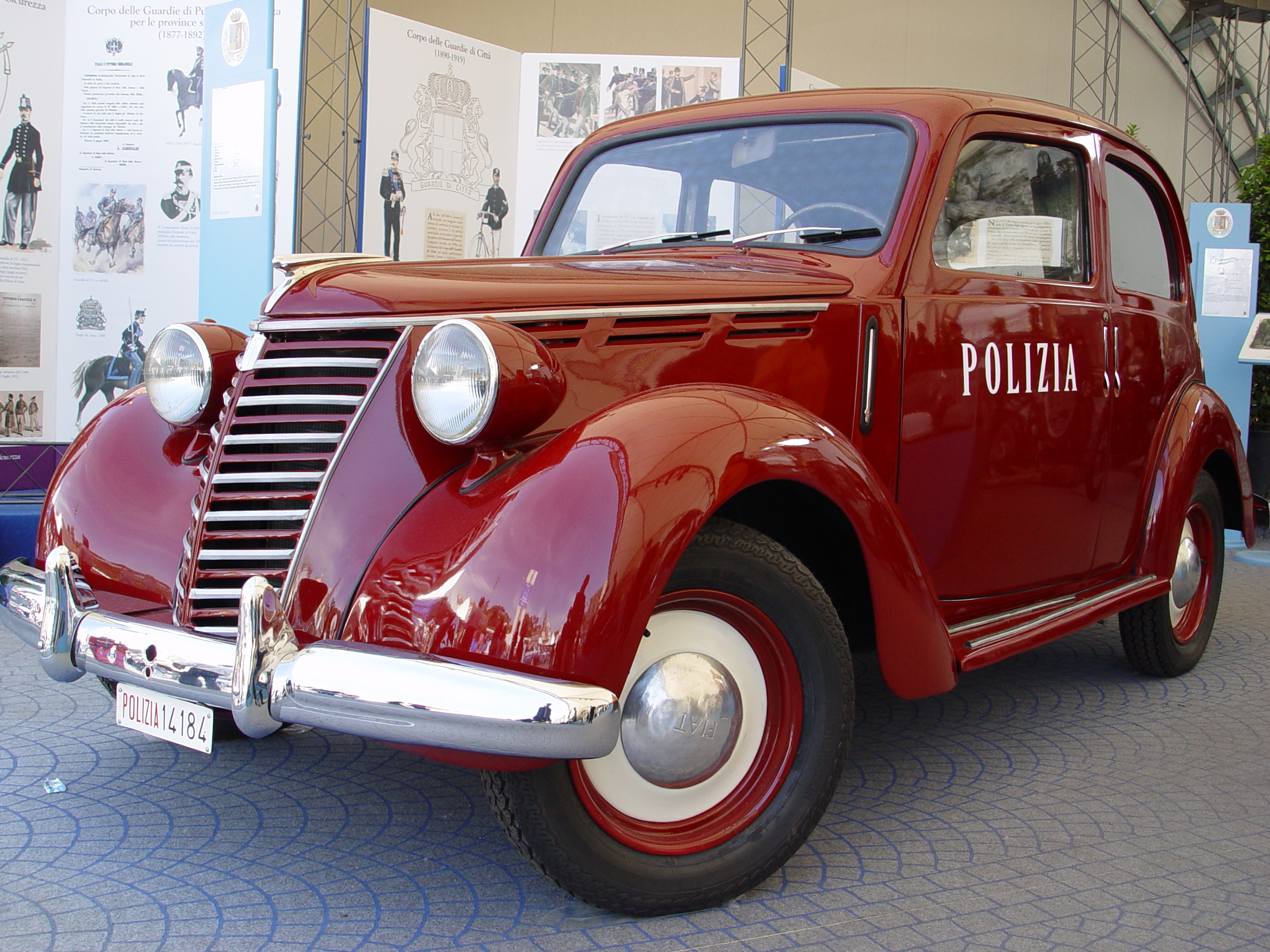
Fiat 1100 (1940) používaný italskou policií
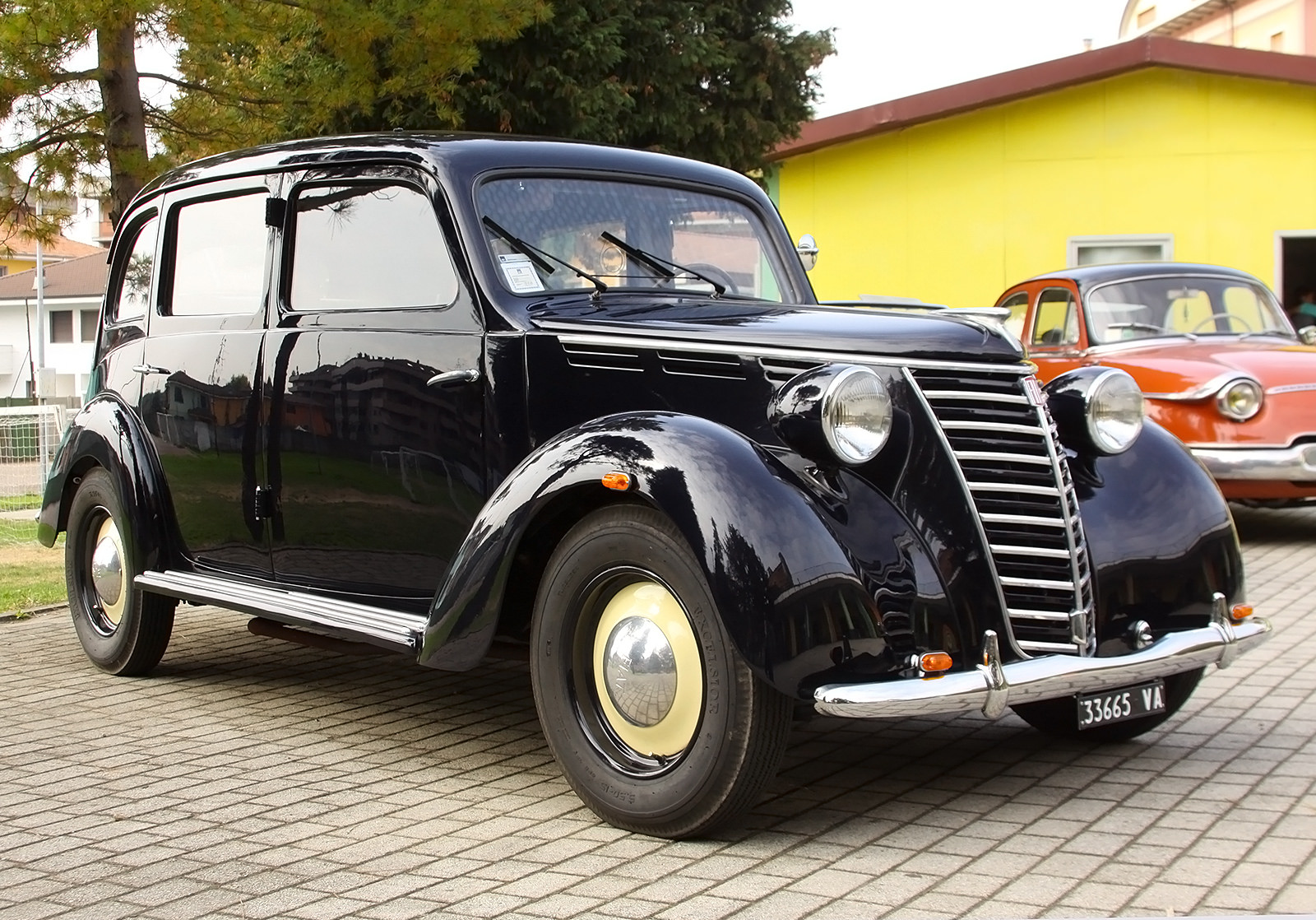
Fiat 1100 B (1948)
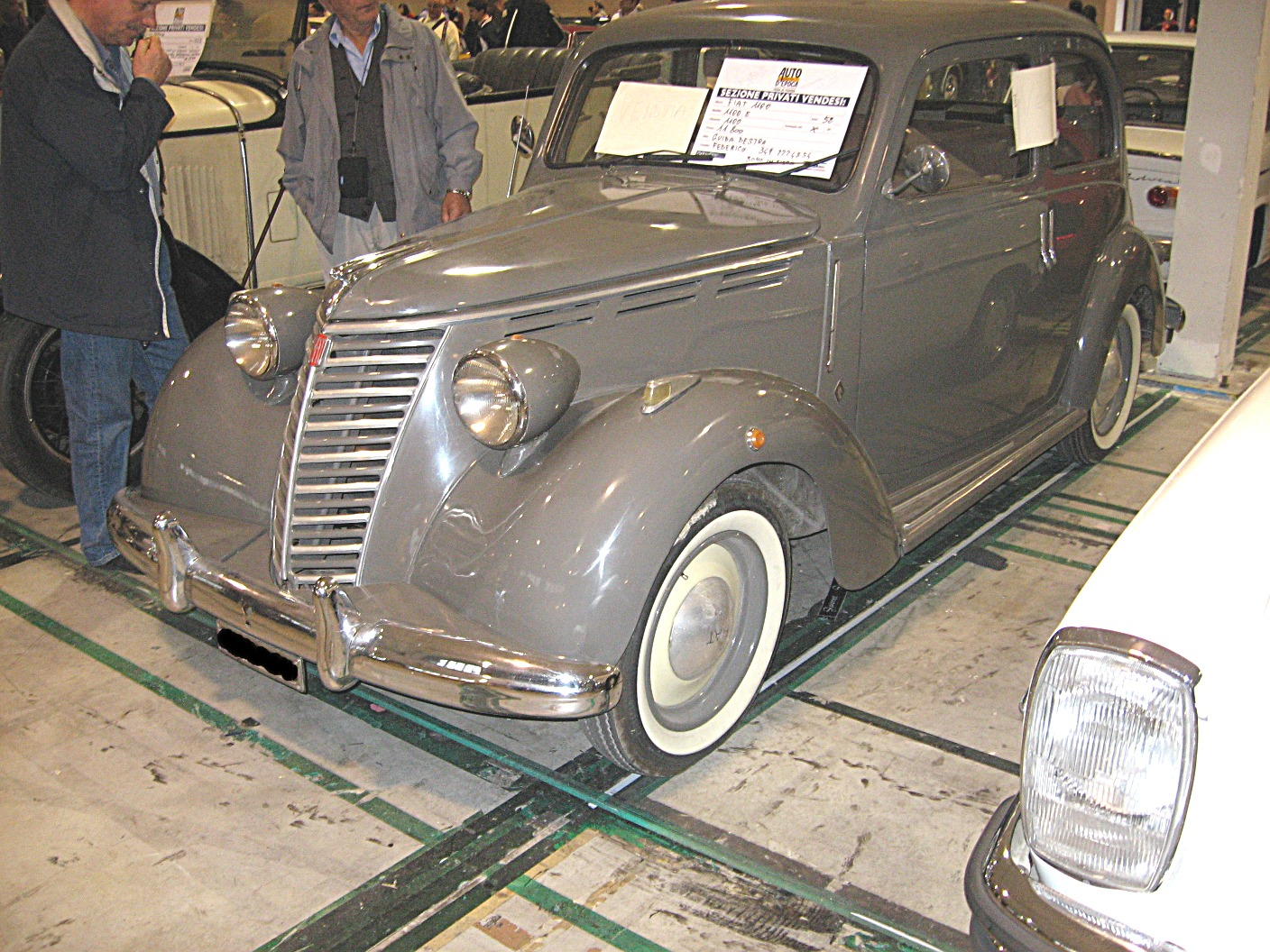
Fiat 1100 E (1952)
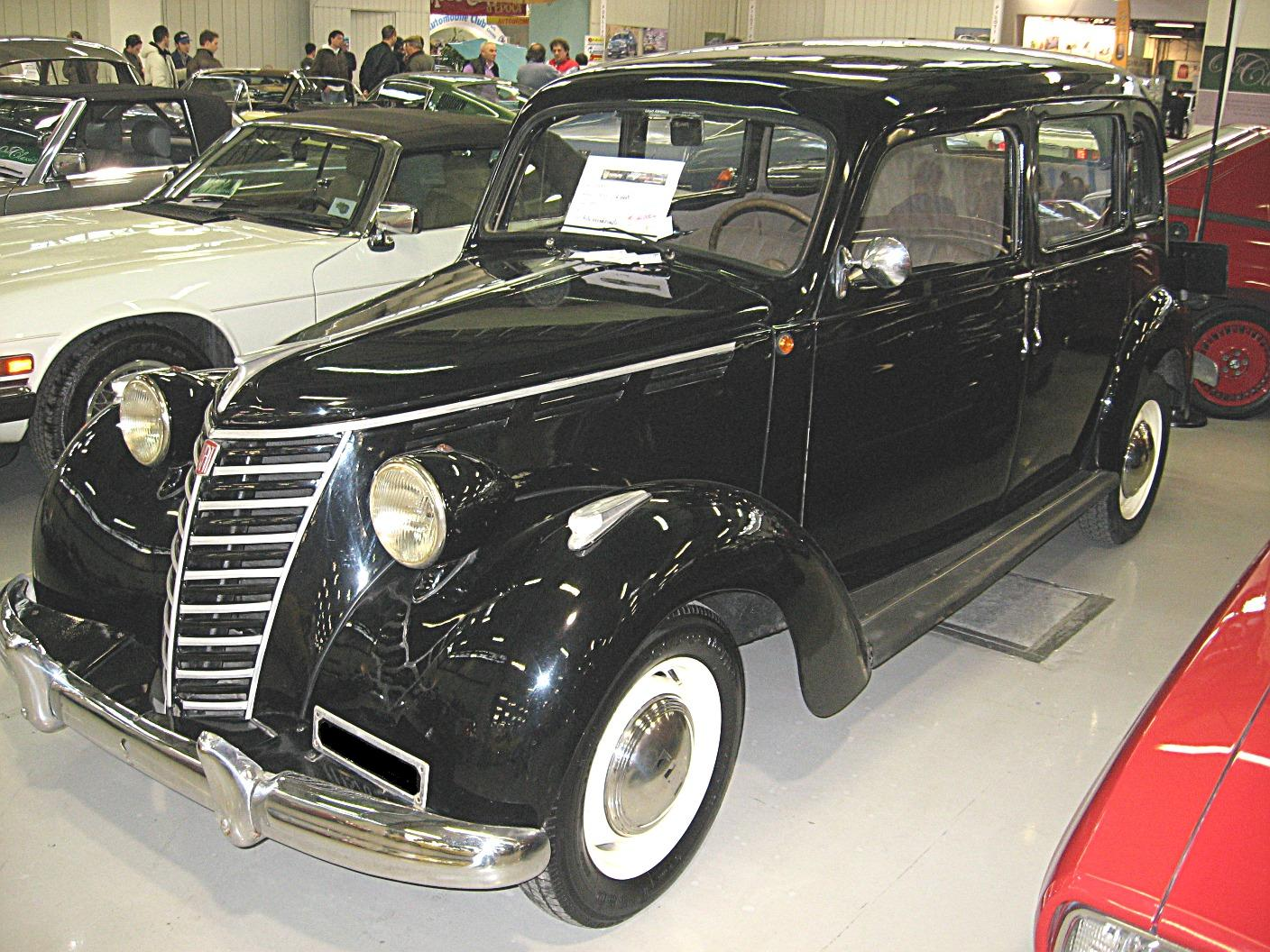
Fiat 1100 EL (1948: 6místná verze)
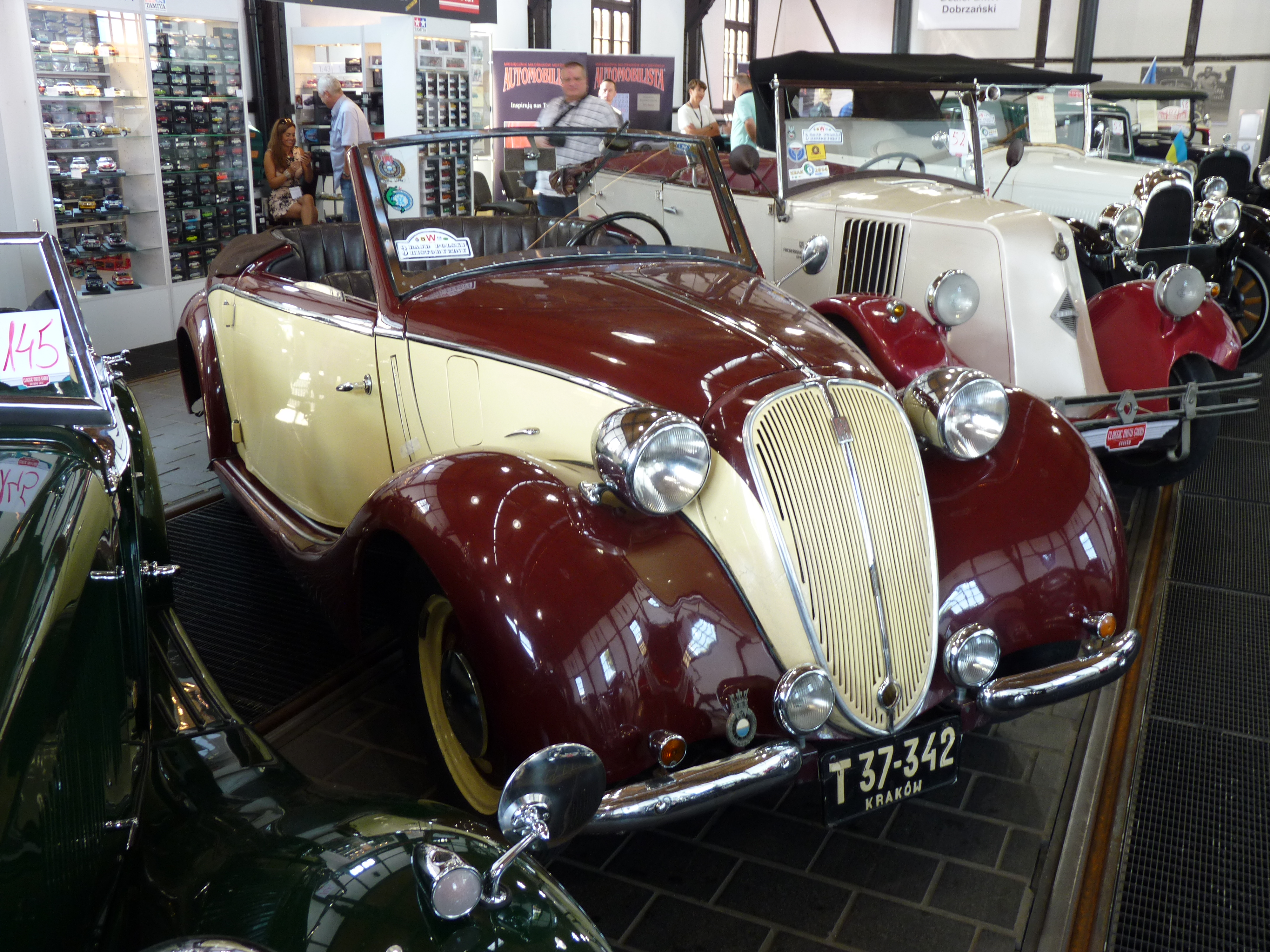
NSU-Fiat 1100 na výstavě v Krakově